# Камбрен
Камбрен (фр. Cambrin) насеље је и општина у североисточној Француској у региону Север-Па д Кале, у департману Па де Кале која припада префектури Béthune.
По подацима из 2011. године у општини је живело 962 становника, а густина насељености је износила 543,5 становника/km². Општина се простире на површини од 1,77 km². Налази се на средњој надморској висини од 30 метара (максималној 31 m, а минималној 19 m).

## Демографија
| 1962. | 1968. | 1975. | 1982. | 1990. | 1999. | 2011. |
| ----- | ----- | ----- | ----- | ----- | ----- | ----- |
| 730   | 791   | 814   | 740   | 844   | 957   | 962   |

График промене броја становника у току последњих година